# 圣乔治德兰唐博
圣乔治德兰唐博（法語：Saint-Georges-de-Reintembault，法語發音：[sɛ̃ ʒɔʁʒ də ʁɛ̃tɑ̃bo]）是法国伊勒-维莱讷省的一个市镇，位于该省东北部，属于富热尔-维特雷区。

## 地理
圣乔治德兰唐博（48°30'30"N, 1°14'36"W）面积31.02 平方千米，位于法国布列塔尼大區伊勒-维莱讷省，该省份为法国西北部沿海省份，位于布列塔尼半岛东部，北濒大西洋，西接阿摩尔滨海省和莫尔比昂省，南至大西洋卢瓦尔省，西南端接曼恩-卢瓦尔省，东临马耶讷省，东北与芒什省接壤。
与圣乔治德兰唐博接壤的市镇（或旧市镇、城区）包括：勒费雷、梅莱、蒙托、波耶、维拉梅、阿姆兰、蒙茹瓦圣马丹、圣欧班德泰尔加特、圣洛朗德泰尔加特、圣伊莱尔迪阿库埃。

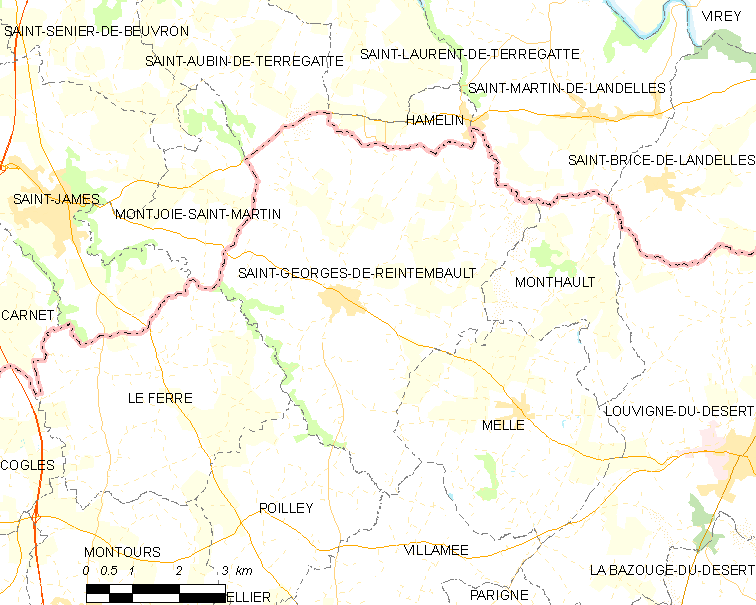
圣乔治德兰唐博的OSM定位图

圣乔治德兰唐博的时区为UTC+01:00、UTC+02:00（夏令时）。

## 行政
圣乔治德兰唐博的邮政编码为35420，INSEE市镇编码为35271。

## 政治
圣乔治德兰唐博所属的省级选区为富热尔第二县。

## 人口

1962-2008年间圣乔治德兰唐博人口变化图示

圣乔治德兰唐博于2022年1月1日时的人口数量为1524人。